# So High (Jamelia-dal)
A So High Jamelia brit énekesnő első kislemeze, egyben az egyetlen, melyet a Capitol Records adott ki. A rossz promóció miatt a szám nem lett sikeres, csúnyán megbukott, egyetlen slágerlistára sem került fel.